# Davide Bartesaghi
Davide Bartesaghi (Erba, 29 december 2005) is een Italiaans voetballer die bij voorkeur als verdediger speelt. Hij speelt bij AC Milan.

## Clubcarrière
Bartesaghi is afkomstig uit de jeugdacademie van Atalanta Bergamo en AC Milan. Op 23 september 2023 debuteerde hij voor Milan in de Serie A tegen Hellas Verona. In oktober 2023 tekende hij een contract tot medio 2026.